# نجیب نادری
نجیب نادری (زادهٔ ۲۲ فوریهٔ ۱۹۸۴) یک بازیکن فوتبال اهل افغانستان است.
وی همچنین برای تیم ملی فوتبال افغانستان به میدان رفته است.